# Обобщённое судоку
Обобщённое судоку — головоломка с числами, являющая естественным обобщением головоломки судоку на случай доски произвольного размера.

## Правила игры
Игровое поле состоит из квадрата размером N²×N², разделенного на меньшие квадраты со стороной N клеток. Таким образом, всего игровое поле насчитывает N4 клеток. В некоторых из них уже в начале игры стоят числа от 1 до N².
Задача состоит в том, чтобы заполнить свободные клетки числами от 1 до N² так, чтобы в каждой строке, в каждом столбце и в каждом малом квадрате N×N каждое число встречалось бы ровно один раз.

## Вычислительная сложность задачи
Задача обобщенного судоку NP-полна. К ней сводится задача о заполнении латинского квадрата.